# GLUT-3
GLUT-3 (Glucosetransporter Typ 3) (Gen: SLC2A3) heißt das Protein, das besonders in der Zellmembran der Neuronen von Tieren lokalisiert ist und die Ein- bzw. Ausschleusung von Glucose sowie von Dehydroascorbat erleichtert. Es handelt sich um ein Membran-Transportprotein. Beim Menschen ist GLUT-3 in geringem Maß auch in vielen anderen Gewebetypen vorhanden. Bei der Hausmaus (Mus musculus) ist es eines der häufigsten Proteine in den Spermien.
Das entwicklungsgeschichtlich älteste Exemplar wurde in Nematostella vectensis, einer Seeanemone gefunden.

## Funktion
In Neuronen wird die Expression von GLUT-3 durch Aktivität der AMP-Kinase reguliert. Dieser Prozess ist ein wichtiger Teil der Unempfindlichkeit von Neuronen gegenüber Excitotoxizität (Überaktivierung von Glutamatrezeptoren). Auch in der frühen Entwicklungsphase des Embryos ist GLUT-3 unentbehrlich.

## Weiterführende Literatur
- Maulén NP, Henríquez EA, Kempe S, et al.: Up-regulation and polarized expression of the sodium-ascorbic acid transporter SVCT1 in post-confluent differentiated CaCo-2 cells. In: J. Biol. Chem. 278. Jahrgang, Nr. 11, März 2003, S. 9035–41, doi:10.1074/jbc.M205119200, PMID 12381735 (jbc.org).
- Rumsey SC, Kwon O, Xu GW, Burant CF, Simpson I, Levine M: Glucose transporter isoforms GLUT1 and GLUT3 transport dehydroascorbic acid. In: J. Biol. Chem. 272. Jahrgang, Nr. 30, Juli 1997, S. 18982–9, PMID 9228080 (jbc.org).
- Liang WJ, Johnson D, Jarvis SM: Vitamin C transport systems of mammalian cells. In: Mol. Membr. Biol. 18. Jahrgang, Nr. 1, 2001, S. 87–95, PMID 11396616.
- Rivas CI, Zúñiga FA, Salas-Burgos A, Mardones L, Ormazabal V, Vera JC: Vitamin C transporters. In: J. Physiol. Biochem. 64. Jahrgang, Nr. 4, Dezember 2008, S. 357–75, PMID 19391462.